# Regentský dům (Kroměříž)
Regentský dům je výstavný měšťanský dům na Velkém náměstí v Kroměříži, obsahující hlavní dvoupatrový trakt se sgrafitovou výzdobou, dále nižší trakt nádvorní a další obrácený do ulice Pilařovy. Ceněné je vedle kamenného portálu i široké schodiště v interiéru domu. Hlavní průčelí má v přízemí podloubí a kamennou desku s Lichtenštejnským znakem. Dům si uchoval původní vrcholnou a pozdněrenesanční přízemní dispozici zejména předního křídla do náměstí s kvalitními místy datovanými prvky kamenických ostění, většinou však z období stavebních úprav mezi lety 1652–1667.

## Historie

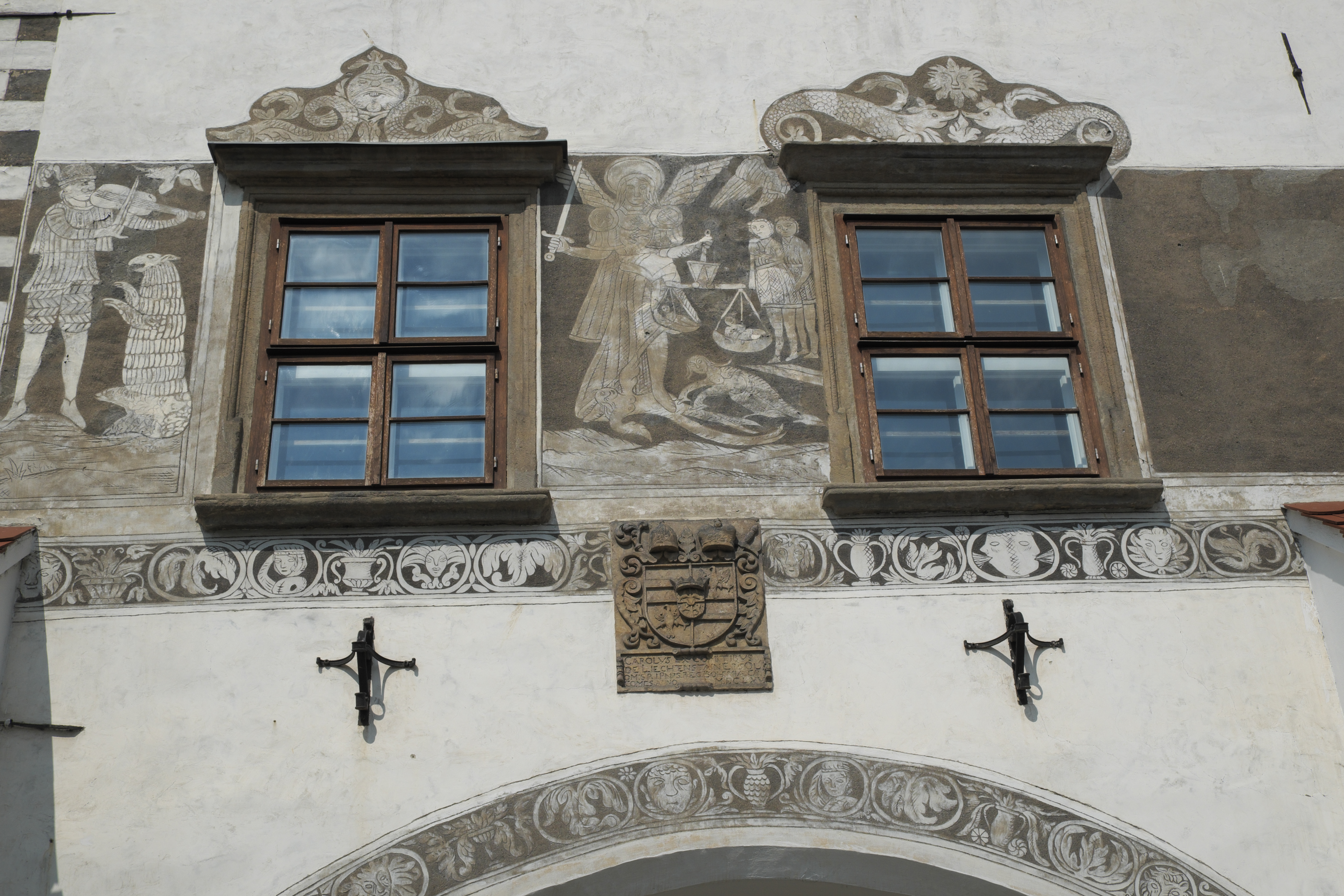
Detail sgrafita s biskupským erbem

Dům vznikl na starších gotických základech ve 2. polovině 16. století. Jako měšťanský dům měl šenkovní právo I. třídy. Z této doby pocházejí patrně i dochovaná sgrafita fasády, z nichž tematicky je nejzajímavější soud nad povětrnými ženami, medvědář a herec.
Před třicetiletou válkou byl majetkem šlechtice Adama Kravařského ze Šlejvic, který byl majitelem Kvasic a Nových Zámků v Nesovicích. Byl účastníkem stavovského povstání v roce 1618 na proticísařské straně a jeho dům byl po bitvě na Bíle hoře zkonfiskován. Získal jej Orlík z Lazicka, dvorní mundšenk (úředník, rádce) kardinála Františka z Ditrichštejna.
Roku 1649 dům vlastnil Jan Mikuláš Reiter z Horberka (1604?–1669?), vrchní regent všech biskupských panství a velitel pevnosti Hukvaldy. Tento šlechtic koupil sousední dům, spojil jej se svým starším domem a obě průčelí sjednotil novou barokní fasádou. Ta zakryla i starší sgrafita. Dům byl opatřen novým kamenným portálem a širokým schodištěm. Po tomto šlechtici nese dům i svůj název. Po regentově smrti zdědil dům olomoucký biskup Karel II. z Lichtenštejna-Kastelkornu. 
Jeho erb s nápisem je umístěn na průčelí domu, nad obloukem podloubí:
CAROLVS  EX  COMITIBVS

DE  LICHTENSTEIN  EPUS  OL

OM  S: R: I:  PRICPS  REG.  BOHEMIAE  CAP

COMES  ANNO   MDCLXV

Carolus ex comitibus de Lichtenstein episcopus olomucensis, S.(anctae) R.(omanae) I.(mperii) princeps, regiae bohemiae capellae comes, anno 1665

Karel hrabě Lichtenštejn, biskup olomoucký, Svaté římské říše kníže, královské české kaple hrabě, roku 1665.

## Současnost
Regentský dům tvoří na Velkém náměstí domovní frontu propojenou společným podloubím se sousedícími budovami Muzea Kroměřížska a rohovým domem hejtmanským, před kterým je umístěna Lavička Václava Havla. V podloubí domu je umístěna pamětní deska připomínající, že od roku 1923 až do své smrti zde žil arcibiskupský knihovník Antonín Breitenbacher. Průčelí všech domů v domovní frontě jsou podepřena mohutnými opěrnými pilíři.
V roce 1950 při rozsáhlé rekonstrukci byla znovu objevena, odkryta a obnovena sgrafita na fasádě jednoho z regentem spojených domů. V roce 2005 byl dům v rámci privatizace prodán městem Kroměříž společnosti PMS Reality.